# Ole Peter Grell
Ole Peter Grell (* 1950) ist ein britischer Historiker.

## Leben
Nach der Promotion 1983 am European University Institute war er fast 15 Jahre an der University of Cambridge tätig. Er trat 1999 in die Abteilung für Geschichte der Open University ein. Er war Professor für Geschichte der Frühen Neuzeit und war von 2001 bis 2008 Direktor der Forschungsgruppe Renaissance und Frühe Neuzeit an der OU.
Seine Forschungsinteressen sind europäische Sozial- und Kulturgeschichte im 16. und 17. Jahrhundert, frühneuzeitlicher europäischer Calvinismus, anglo-niederländische Beziehungen und die Reformation Nordeuropas, frühneuzeitliche Geschichte der Medizin, insbesondere Medizin und Religion, Gesundheitsversorgung und die Bedeutung der Naturphilosophie für die frühneuzeitliche Medizin.

## Schriften (Auswahl)
- Dutch calvinists in early Stuart London. The Dutch church in Austin Friars, 1603–1642. Leiden 1989, ISBN 90-04-08955-1.
- mit Bridget Heal (Hg.): The impact of the European Reformation. Princes, clergy and people. Aldershot 2010, ISBN 978-0-7546-6212-9.
- Brethren in Christ. A Calvinist network in Reformation Europe. Cambridge 2011, ISBN 978-1-107-00881-6.
- mit Andrew Cunningham (Hg.): Medicine, natural philosophy and religion in post-Reformation Scandinavia. London 2017, ISBN 978-1-4724-3958-1.